# Batman: Amor loco
Batman: Amor loco (en inglés: The Batman Adventures: Mad Love) es un one-shot publicado por DC Comics en 1994, escrito por Paul Dini y dibujado por Bruce Timm. La historia se sitúa dentro de la continuidad de Batman: la serie animada y ganó un Premio Eisner en 1994 por mejor número individual. Fue adaptado en un capítulo de Las nuevas aventuras de Batman, también llamado Mad Love.

## Argumento
La historia gira en torno a la compañera del Joker, Harley Quinn. Ella era una psiquiatra llamada Harleen Quinzel, pero se enamora del Joker, tomando la decisión de volverse una criminal para ganarse su amor.
Después que Batman estropeara otro más de sus planes para matarlo, El Joker se enfada con Harley y la despide. Así que Quinn decide que la única manera por la cual Joker la amaría sería eliminando a Batman, lo que intenta hacer al colgarlo encima de un tanque lleno de pirañas. Cuando casi lo logra, Batman le revela que las historias que Joker le había contado sobre su infancia eran una mentira. Además, la manipula para que llame al Joker. Luego de que este llega, él la regaña por haber intentado ella sola matar a Batman; Harley le explica el plan pero él entra en un ataque de ira y lanza a Quinn por la ventana. Mientras tanto, Batman pelea contra el Joker y le dice: «... Admito que ella estuvo más cerca [de matarme] de lo que tú pudiste nunca... "pastelito"». Joker se enfurece y Batman aprovecha para derrotarlo.
Otra vez en Arkham, Quinn piensa que Joker la usó y renuncia a él hasta que ve un jarrón con flores al lado de su cama y una tarjeta en ellas que dice: «Que te mejores pronto -J.». Ante esto, Harley de nuevo cae perdidamente enamorada.

## Recepción
Amor loco ganó el Premio Eisner por mejor número individual.
IGN Cómics dijo sobre que «Mad Love es todo lo que un cómic debería tener» y lo llamó «uno de los libros de Batman que todos deben leer»; la página web lo coloca en el puesto 12 de la «Lista de las 25 mejores novelas gráficas de Batman».

## Adaptación para televisión
Un episodio de Las nuevas aventuras de Batman, también llamado Mad Love, fue lanzado al aire el 16 de junio de 1999. El guion fue escrito por Paul Dini y el episodio fue dirigido por Butch Lukic.